# Spodoptera feminalis
Spodoptera feminalis là một loài bướm đêm trong họ Noctuidae.